# Енергетичні рівні та зони в твердих тілах

Рис. 1

Енергетичні рівні та зони в твердих тілах — згідно з квантовою теорією твердого тіла, у напівпровідниках і діелектриках усі дозволені енергетичні рівні (рис. 1), на яких можуть знаходитися електрони, зайняті. Ці рівні в сукупності складають валентну зону.
Для того щоб «звільнити» електрони і викликати електричний струм, необхідно ззовні надати їм енергію (напр., нагріти кристал). Завдяки цьому електрони будуть переведені на більш високі енергетичні рівні та складуть зону провідності (зону вільних електронів). У напівпровідниках і діелектриках між валентною зоною і зоною провідності існує проміжна — заборонена зона. Особливість цієї зони — повна відсутність дозволених рівнів. Ширина забороненої зони дорівнює величині енергії, яку необхідно надати електрону, щоб перевести його зі зв'язаного стану у валентній зоні в зону провідності. Ширина забороненої зони в напівпровідниках становить звичайно до 3 еВ, а в діелектриках, як правило, перевищує 3 еВ. Таким чином, у діелектриках і напівпровідниках валентна зона заповнена повністю, а зона провідності вільна від електронів, при цьому ширина забороненої зони в діелектриках більша, ніж у напівпровідниках (рис. 1. в, г). Валентна зона металів або не зовсім заповнена, або заповнена, але перекривається зоною провідності (рис. 1 а, б).
Висока тепло- й електропровідність металів та деякі їхні специфічні властивості головним чином пов'язані з тим, що в них практично немає забороненої зони і енергія збудження електронів, необхідна для їхнього переводу в зону провідності, незначима (мала).
У переносі електрики в напівпровідниках беруть участь не тільки електрони атомів самого провідника, але й домішок. Якщо атоми домішок мають більшу валентність, ніж атоми напівпровідника, то атоми домішок можуть віддавати свої «зайві» електрони, які також будуть носіями електричного струму. Домішки такого роду називають донорними, а їхня присутність у напівпровіднику перетворює його у напівпровідник електронного типу (з електронною провідністю) або п-напівпровідник (від слова negative — негативний). Якщо елемент домішки має знижену валентність порівняно з напівпровідником, хімічний зв'язок між їхніми атомами стає незавершеним внаслідок відсутності одного електрона необхідного для здійснення ковалентного зв'язку через спарені електрони. На місті відсутнього електрона виникає електронна вакансія або «дірка». При заповненні дірок електронів із сусідніх зв'язків у напівпровіднику виникає електричний струм. Напівпровідники такого типу називають р-напівпровідниками (від positive — позитивний) або напівпровідниками з дірковою провідністю. Домішку, яка надає напівпровіднику діркову провідність, називають акцепторною (яка приймає електрони). Таким чином, у напівпровідниках з акцепторною домішкою основними носіями електричного струму є дірки, а неосновними — електрони. Протилежна картина спостерігається у провідниках з донорною домішкою. Напівпровідник володіє власною провідністю, яка характеризується тим, що в ній беруть участь однакові кількості електронів і дірок, при цьому обидва типи носіїв утворюються внаслідок переходу з валентної зони у зону провідності. Власною електропровідністю можуть володіти також ідеальні кристали, які не містять жодних чужорідних атомів і порушень кристалічної ґратки. Крім акцепторних і донорних домішок можуть бути й такі елементи, атоми яких при введенні у кристалічну ґратку напівпровідника ведуть себе одночасно і як акцептори, і як донори. До таких елементів, наприклад, по відношенню до германію можна віднести мідь, золото, нікель, кобальт, залізо, манґан, а по відношенню до кремнію — мідь, золото та ін. Домішками можуть бути не тільки атоми сторонньої речовини, але й атоми, які складають напівпровідник і входять у його кристалічну ґратку в кількостях, які більші стехіометричного співвідношення. Так, наприклад, галеніт PbS, який містить надлишок сірки в кількості 0,05 атомних відсотка, є напівпровідником з електронною провідністю (п-напівпровідником). Домішки і дефекти кристалічної ґратки мінералу суттєво визначають його електричні й адсорбційні властивості.
Більшість явищ у напівпровідниках, зокрема р- і п-переходи, фото- і термоелектричні явища, можна з'ясувати на основі уявлення про рівні Фермі. Згідно з другим законом термодинаміки, електрони і дірки у зоні провідності та валентній зоні прагнуть зайняти найбільш низькі енергетичні рівні. Отже, вільні електрони намагаються зайняти, у першу чергу, енергетичні рівні поблизу дна зони провідності, а вільні дірки — поблизу верхнього краю валентної зони. Рівень Фермі є середнім значенням енергії всіх збуджених електронів і дірок у кристалі.